# Páll Ólafsson (piłkarz ręczny)
Páll Ólafsson (ur. 1 maja 1960) – islandzki piłkarz ręczny, olimpijczyk.
Reprezentował Islandię w grze w piłkę ręczną na Letnich Igrzyskach Olimpijskich 1988, które odbyły się w Seulu. Wystąpił w trzech meczach fazy grupowej wraz drużyną narodową przeciwko reprezentacji: Związku Radzieckiego (19–32), Jugosławii (19–19) i Algierii (16–22).